# Costanza Varano
Costanza (da) Varano (* 1426 in Camerino ; † 13. Juli 1447 in Pesaro) war eine Humanistin, Gelehrte und Schriftstellerin im Italien der frühen Neuzeit. Sie gilt als „eine der bekanntesten gelehrten Frauen“ in der Mitte des 15. Jahrhunderts.S. 16

## Leben
Varano wurde 1426 als erstes Kind von Pier Gentile da Varano, Herzog von Camerino, und Elisabetta Malatesta geboren. Ihr Vater war bis zu seinem Tod im Jahr 1433 Herzog von Camerino, während ihre Mutter die Tochter der Gelehrten Battista da Montefeltro Malatesta und Galeazzo Malatesta war, der bis 1444 Herzog von Pesaro war. Sie hatte einen bekannten Bruder, Rodolfo, Erbe von Camerino. In ihren ersten Lebensjahren lebte die Familie im Palast der Familie Varano, dem Palazzo Ducale, in Camerino, das im Zentrum der Region Marken liegt. 1433 wurde Pier Gentile da Varano von seinen Brüdern während eines Kampfes um die Herrschaft über die Stadt Camerino hingerichtet. In der Folgezeit floh die Mutter 1434 mit Costanza, ihrem Bruder Rodolfo und zwei weiteren Kindern nach Pesaro zu ihren Elten.
Varanos Ausbildung in Latein war vielleicht ihre bemerkenswerteste Errungenschaft. Battista da Montefeltro Malatesta, selbst hochgebildet, half bei ihrer Ausbildung. Varano erhielt eine Ausbildung, die für einen Jungen zu jener Zeit ziemlich normal gewesen wäre, für ein Mädchen jedoch eine einzigartige Ausbildung, die ausschließlich Frauen von Rang vorbehalten war. Wie viele adlige Töchter im 15. Jahrhundert stammte Varano zwar aus einem Haus, in dem Bildung geschätzt wurde.S. 25 Von Frauen mit Reichtum und Einfluss wurde im 15. Jahrhundert auch eine gewisse Bildung erwartet, da sie manchmal Herrscherinnen ihrer Städte waren und oft mit der Erziehung ihrer Erben, der zukünftigen Herrscher ihrer Städte, betraut wurden. Im 15. Jahrhundert hatte der Humanismus Italien erfasst, und wohlhabende Frauen konnten eine Ausbildung erhalten, die das Schreiben und Sprechen mit Eloquenz und Klarheit förderte. Obwohl Frauen in der humanistischen Bewegung ihrer Zeit eine kleine Minderheit darstellten, leisteten sie einen bedeutenden Beitrag zur Entwicklung der Renaissance und zum intellektuellen Leben im modernen Europa. Wie die meisten gebildeten Frauen jener Zeit konnte Varano ihr Potenzial im Bereich des Humanismus nicht über ihre Jugend hinaus ausschöpfen, da von Frauen erwartet wurde, dass sie heirateten und Kinder groß zogen. Es wird angenommen, dass Varano während ihrer Zeit in Pesaro auch von dem Notar Antonio de Strullis da Coldazzo und möglicherweise von Giacomo da Pesaro unterrichtet wurde.[11] Varano war jedenfalls sowohl in Latein als auch in Griechisch gebildet, und ihre Kenntnisse galten im Vergleich zu anderen Frauen im Italien des 15. Jahrhunderts als außergewöhnlich.
Varano wurde am 8. Dezember 1444 mit Alessandro Sforza verheiratet,S. 18 nachdem seine früheren Heiratsanträge an Costanza von ihrer Mutter abgelehnt worden waren, die der Meinung war, dass Alessandro (damals ein Ritter und Krieger) nicht in der Lage war, eine Frau aus einem Herrschergeschlecht zu heiraten, wenn er kein eigenes Land besaß. Die Heirat war Teil einer Vereinbarung zwischen den Malatesta von Pesaro (Costanzas Familie) und den Malatesta von Remini, die ein Bündnis mit den Sforza schmiedeten, das Camerino stabilisierte; ihr Großvater Galeazzo verkaufte die Stadt Pesaro an Alessandro, der daraufhin zum Herrscher wurde. Trotz der transaktionsbezogenen Vereinbarung wird angenommen, dass Alessandro Varano wirklich liebte und Pesaro teilweise erwarb, um ihr Herz zu gewinnen. Sie brachte 1446 ihre Tochter Battista Sforza zur Welt und ein Jahr später starb Costanza in Pesaro, entweder während der Geburt ihres Sohnes Costanzo Sforza oder kurz danach aufgrund von Komplikationen.S. 18 Ihre Leichenrede wurde von Giacomo da Pesaro gehalten, was ihre hohe Wertschätzung widerspiegelte. Ihre Tochter Battista galt in ihrer Jugend als Wunderkind und setzte das Erbe ihrer Familie an gebildeten Frauen fort.

## Briefe, Reden und Gedichte
Mehrere Briefe, Reden und Gedichte von Costanza Varano sind erhalten. Costanza ist als Dichterin bekannt und für ihr Eintreten für die Bildung sowie für die öffentlichen Reden, die sie zur Unterstützung ihrer Stadt hielt. Wie ihre Großmutter vor ihr und ihre Tochter nach ihr zeigte Costanza, dass die Frauen der Renaissance dazu beitrugen, die Erwartungen an die Rolle der Frau neu zu definieren, eine Tradition der weiblichen Bildung begründeten und eine entscheidende Rolle in der Kultur der Marken spielten. Varano, ihre Großmutter, ihre Mutter und ihre Tochter waren allesamt politisch engagierte Frauen, die oft öffentlich im Namen ihrer Familien sprachen, weil die Männer dies nicht konnten. Außerdem scheint ihre Herrscherdynastie zu schätzen gewusst zu haben, dass intelligente Frauen mit zeitgenössischer Bildung fähige Mitregenten waren.
Der wichtigste Aspekt von Varanos Bildung war ihre fließende Beherrschung der lateinischen Sprache. Ihr Latein wird als weniger ausgefeilt beschrieben als das der humanistischen Gelehrten späterer Jahrzehnte, da sie gelegentlich Unregelmäßigkeiten und Unklarheiten aufwies. Ihr Latein war jedoch mit dem der meisten ihrer männlichen Zeitgenossen vergleichbar, und so erwarb sie sich den Respekt anderer Gelehrter und Politiker. Gelehrte Frauen der damaligen Zeit kaschierten in ihren Werken typischerweise eine relativ geringeres Selbstbewusstsein durch Selbstironie, und Varano bildete da keine Ausnahme. In ihren Reden und Briefen erwähnte sie häufig ihre Unfähigkeit in Latein, ihre Unwissenheit und ihre Unerfahrenheit. Zu ihrer Zeit wurde sie von männlichen Humanisten gelobt, die oft von gelehrten Frauen beeindruckt waren, weil sie so selten waren und weil ihre Beredsamkeit und Klarheit mit ihrer eigenen vergleichbar war. In ähnlicher Weise loben moderne Historiker ihre Leistungen für ihre Seltenheit in ihrer Zeit sowie für ihre Errungenschaften in einem so jungen Alter. Costanza nutzte ihre Gedichte und Reden, um von ihrer Familie Versprechen einzufordern, die Rückgabe von Land zu verlangen und Bitten im Namen ihrer Familie bereits vorzubringen, als sie noch ein Teenager war.
Bevor sie Sforza heiratete, reiste Varano 1442 zu Bianca Maria Visconti, der Ehefrau von Francesco Sforza, der damals Camerino kontrollierte, bevor er später Herrscher von Mailand wurde. Dort hielt Varano eine Rede an Bianca Maria Visconti, in der sie forderte, dass Camerino unter der Führung ihres Bruders Rodolfo und ihres Cousins Giulio Cesare wieder unter die Kontrolle der Familie Varano gestellt werden sollte. Ihre Rede zeugt von ihrer Gelehrsamkeit und kann als einer der Gründe dafür angesehen werden, dass Francesco die Stadt an die Familie Varano zurückgab (obwohl wahrscheinlicher ist, dass ihre Heirat mit Alessandro Sforza, Francescos Bruder, mehr mit dieser Entscheidung zu tun hatte als ihre Rede).S. 39 Die Rede wurde von Guiniforte Barzizza für ihren Stil gelobt. Außerdem schrieb sie im selben Jahr im Namen ihres Bruders einen Brief und ein Gedicht an König Alfons V. von Aragon.
In einem Brief an Isotta Nogarola aus dem Jahr 1442 beschrieb Varano, wie gelehrte Frauen die Bildung anderer Frauen durch ihre Briefe und ihr Lob der Intelligenz förderten. Sie versprach darin auch, sich weiterzubilden. Ihr Gedicht an Oddantonio da Montefeltro und ihre Verse an Gianlucido Gonzaga aus dem Jahr 1443 sind politisch und fordern die Rückgabe von Land an ihre Familie, wie es auch in ihrer Rede an Bianca der Fall war. 1447 schrieb sie außerdem an Papst Eugen IV. und bat um die Aufhebung der Exkommunikation ihres Großvaters.
Eine weitere Karriere als humanistische Gelehrte jenseits der Bildung, denn für adlige Frauen gab es nur zwei gesellschaftlich akzeptable Lebenswege: die Ehe oder das Ordensgelübde. Wie andere weibliche, gebildete Frauen im frühneuzeitlichen Norditalien, mit denen sie verglichen wird (wie Ginevra Nogarola und Caterina Caldiera), heiratete Costanza, und ihre Karriere als Gelehrte endete.S. 25
Costanza war nicht nur Schriftstellerin, Gelehrte und Rednerin, sondern verbesserte auch das Bildungssystem in Pesaro, indem sie Lehrer in die Stadt einlud. Der Grammatiklehrer ihrer Familie, Giacomo da Pesaro, widmete Costanza seine Reden De octo partibus, und nach ihrem Tod wurden viele Lobreden auf ihren Ruhm und ihren Intellekt geschrieben.

## Werke
- Brief an Isotta Nogarola, ca. 1442[2]S. 55–56
- Rede für Bianca Maria Visconti, ca. 1442[2]S. 39–41
- Rede zu den Einwohnern von Camerino, ca. 1442[2]S. 42–44
- Brief an Ceclia Gonzaga, ca. 1444[2]S. 53–54
- Brief an Isotta Nogarola, ca. 1442[5]S. 35–36 (lat.), 43–44 (engl.)
- Gedicht für Isotta Nogarola, ca. 1442[5]S. 36 (lat.), 44–45 (engl.)
- Rede zu den Einwohnern von  Camerino, ca. 1442[5]S. 40–41 (lat.), 49–50 (engl.)
- Gedicht für die Einwohner von Camerino, ca. 1442[5]S. 42 (lat.), 50–51 (engl.)
- Gedicht für Oddantonio da Montefeltro, ca. 1442–1443[5]S. 39 (lat.), 47–48 (engl.)
- Verse für Gianlucido Gonzaga, ca. 1443[5]S. 39–40 (lat.), 48–49 (engl.)
- Brief an König Alfons V. von Aragon, ca. 1444[5]S. 36–38 (lat.), 45–46 (engl.)
- Gedicht für König Alfons V. von Aragon, ca. 1444[5]S. 38 (lat.), 46–47 (engl.)
- Gedicht für Papst Eugen IV., ca. 1447–1448[5]S. 42–43 (lat.), 51–52 (engl.)